# قلادة الرافدين
قلادة الرافدين هو قلادة صدر بموجب القانون 1 بتاريخ 16 يناير، 1964. بناءً على ما عرضه رئيس الوزراء، وموافقة مجلس الوزراء. يُمنح إلى رؤساء الدول بقرار من مجلس الوزراء وبمرسوم جمهوري. صُنعت هذه القلادة في دار مجوهرات (Arthus Berterand) في باريس.

## شكله
حددت المادتان الأولى، والثانية من النظام رقم (1) في 21 يناير، 1968 شكله:
المادة 2: يكون محيط دائرة القلادة خمسة وخمسين سنتمترا .

## إلغاؤه وتعديله
ألغي هذا القانون بموجب المادة 33، ثانياً، جـ، من قانون الأوسمة والأنواط رقم 95 لسنة 1982. وأعيد العمل بها بموجب القرار 534 لسنة 1984، والذي نص على إلغاء الفقرة جـ من البند ثانياً من المادة 33 من القانون 95 لسنة 1982، وقد وقعه الرئيس صدام حسين وبذلك أعيد العمل بنظام قلادة الرافدين. وعدل القانون رقم 1 لسنة 1968، بموجب القانون رقم 18 في 1 يناير، 1995، والذي أحتوى على مادتين:
تستحدث قلادة باسم (قلادة الرافدين) يتقلدها رئيس الجمهورية عند مباشرته مهامه الدستورية لأول مرة.
المادة الثانية: